# Lago Paranoá

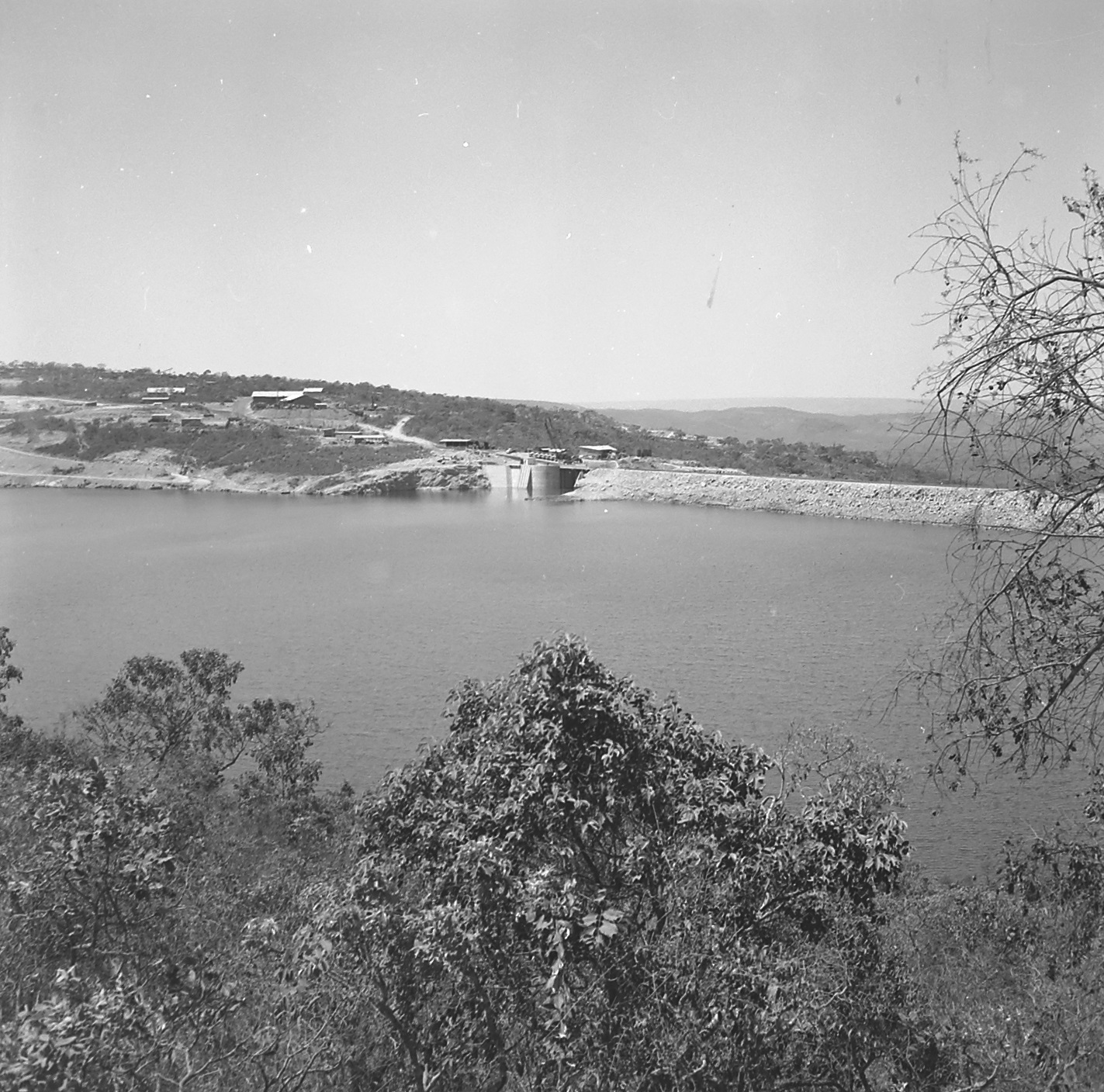
Construção da barragem do Lago Paranoá em 1960

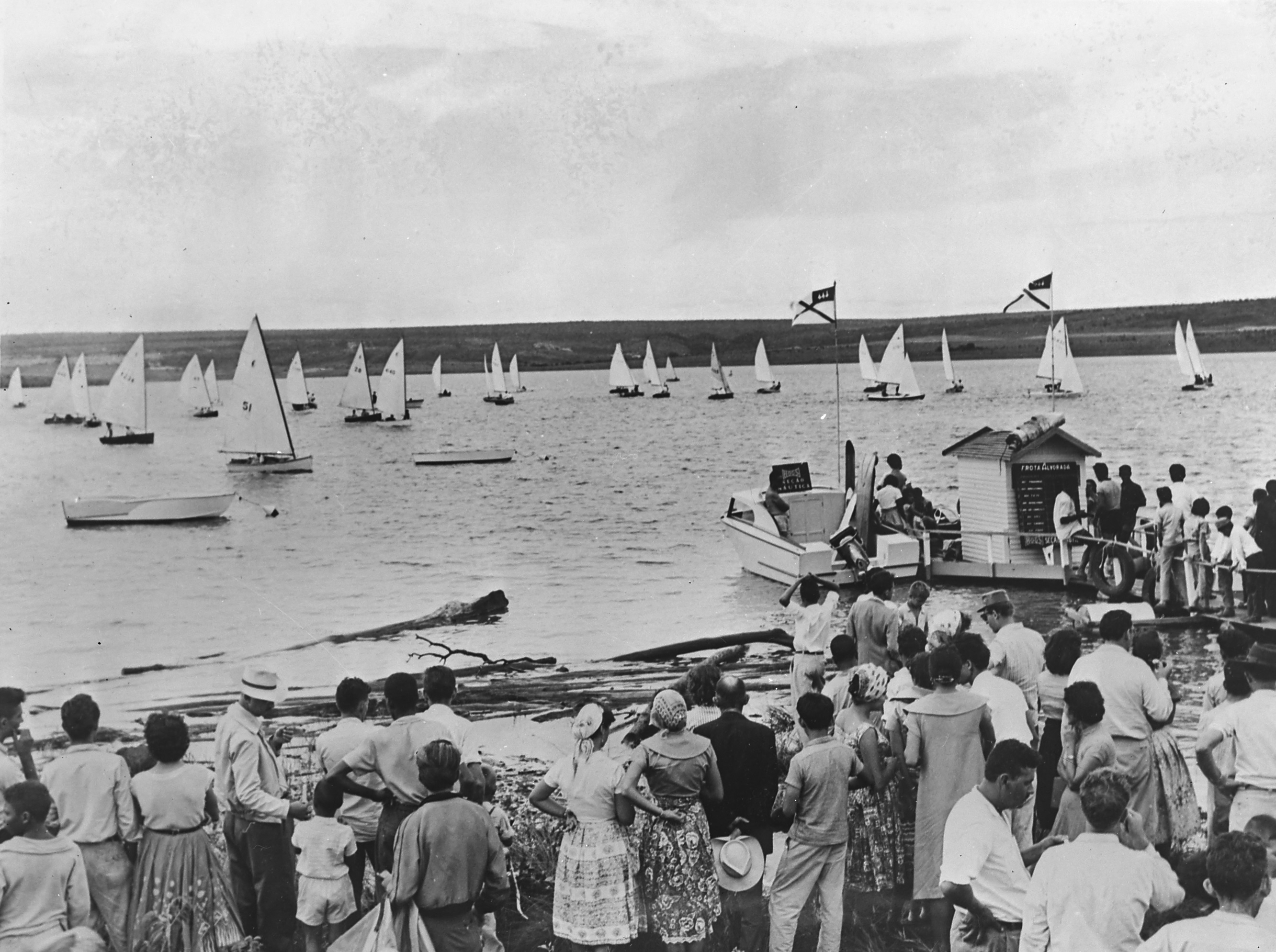
Recreação no lago na década de 1960

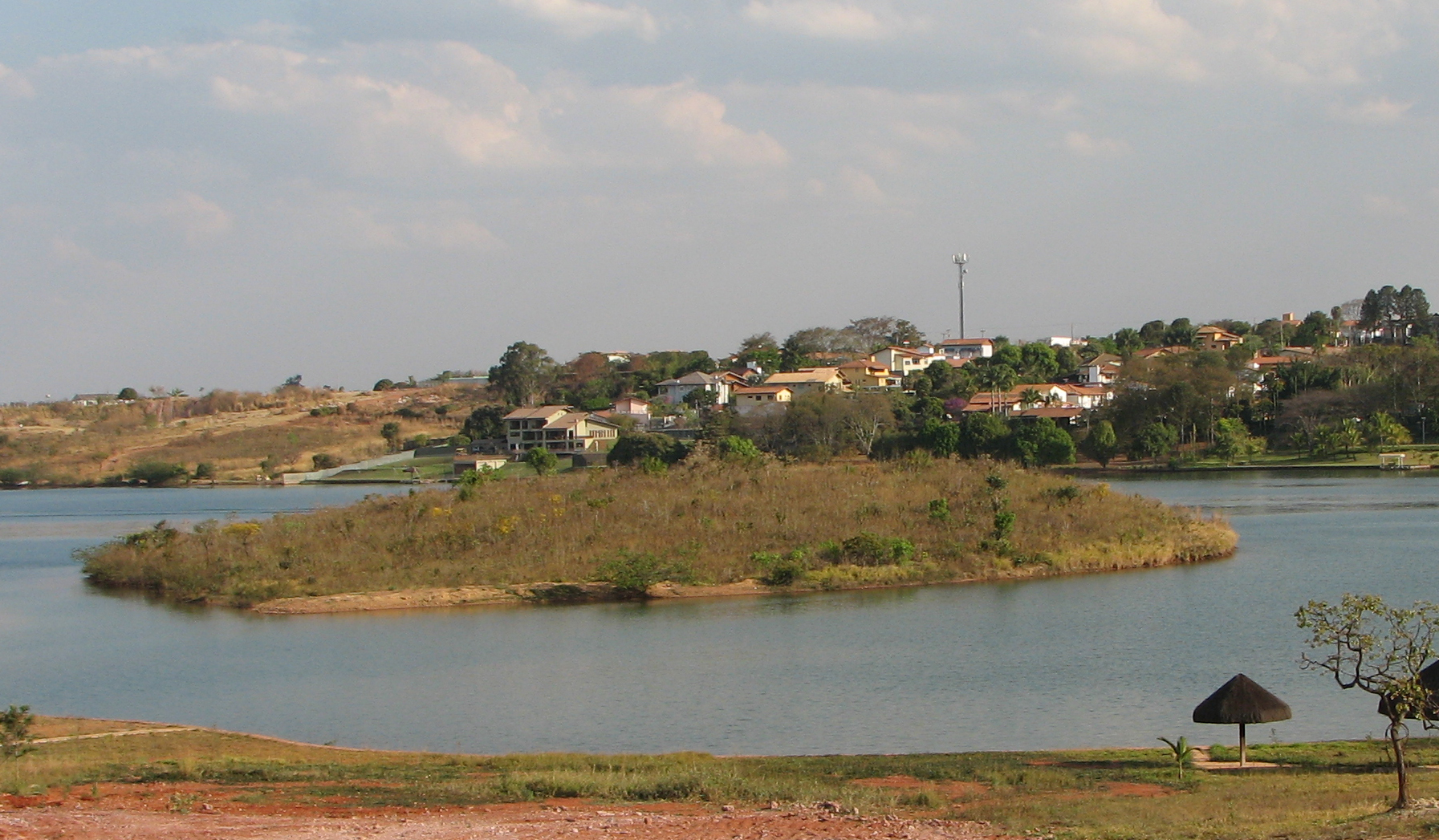
Ilha do Paranoá

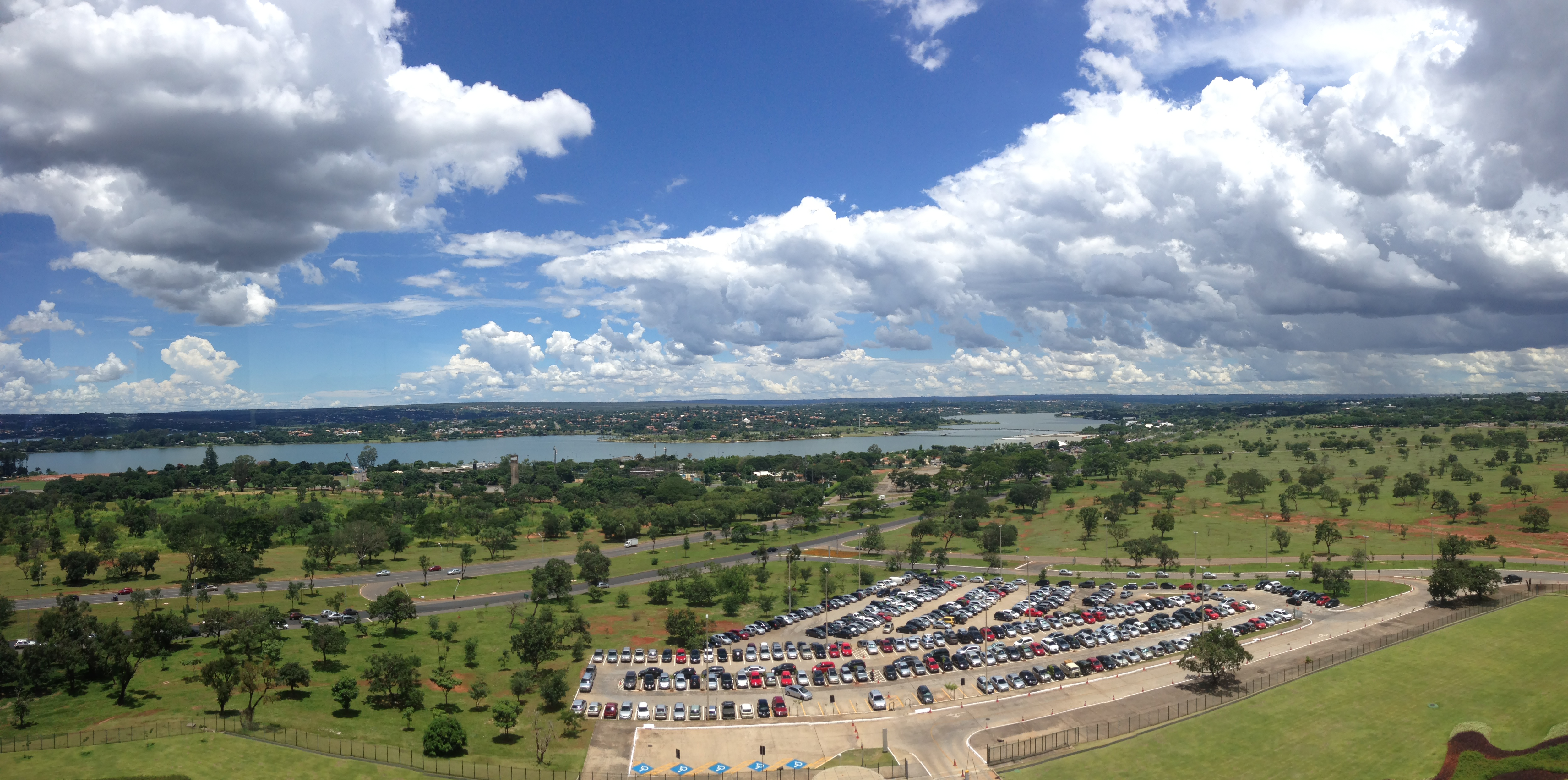
Lago Paranoá com visão a partir do edifício sede do Tribunal Superior do Trabalho

Lago Paranoá é um lago artificial localizado em Brasília, capital do Brasil. Foi idealizado em 1894 pela Missão Cruls e concretizado com a construção da cidade, durante o governo do presidente Juscelino Kubitschek.
O lago é formado pelas águas represadas do Rio Paranoá. Tem 48 quilômetros quadrados de área, profundidade máxima de 38 metros e cerca de oitenta quilômetros de perímetro, com algumas praias artificiais, como a "Prainha" e o "Piscinão do Lago Norte". Foi criado com o objetivo de aumentar a umidade em suas proximidades. Ao redor do lago, há vários bares e restaurantes. As regiões do Lago Sul e Lago Norte derivam seus nomes do lago. Cada uma ocupa uma das duas penínsulas.
A intensa ocupação de sua bacia hidrográfica e o lançamento de esgotos sem tratamento têm levado à eutrofização do lago.

## Topônimo
"Paranoá" é um vocábulo de origem tupi. Significa "enseada de mar", através da junção dos termos paranã ("mar") e kûá ("enseada").

## História
No resumo do relatório da comissão de estudos da Nova Capital, apresentado por Luís Cruls em 1896, este transcreve trecho de sub-relatório feito pelo botânico Glaziou:
| “ | (...) Entre os dois grandes chapadões, conhecidos pelos nomes Gama e Paranoá, existe imensa planície sujeita a ser coberta pelas águas da estação chuvosa; outrora era um lago devido à junção de diferentes cursos de água formando o Rio Paranoá; o excedente desse lago, atravessando uma depressão do chapadão, acabou com o carrear dos saibros e mesmo das pedras grossas por abrir nesse ponto uma brecha funda, de paredes quase verticais, pela qual se precipitam hoje todas as águas dessas alturas. É fácil compreender que, fechando essa brecha com uma obra de arte (dique ou tapagem provida de chapeletas e cujo comprimento não exceda quinhentos a seiscentos metros, nem a elevação de vinte a 25 metros) forçosamente a água tornará ao seu lugar primitivo e formará um lago navegável em todos os sentidos, num comprimento de vinte a 25 quilômetros sobre uma largura de dezesseis a dezoito". | ” |

### Barragem
Com o represamento do Rio Paranoá em 12 de setembro de 1959, originou-se a usina que supria o Distrito Federal, mas que, atualmente, representa apenas 2,5 por cento de seu consumo energético.[carece de fontes?]

#### Vila Amaury
Os operários que trabalhavam nas obras de construção civil de Brasília, em sua maioria vindos das regiões Nordeste e Norte do país, ocupavam as regiões de seu entorno em cidades, a princípio temporárias. Entretanto, a permanência nas acomodações e alojamentos oficiais das companhias era restrito aos seus funcionários e reservado somente aos solteiros. Dessa maneira, aqueles que vinham com suas famílias ou as constituíam durante esse período precisavam encontrar outras alternativas e acabavam fundando vilas. É o caso da Vila Amaury.[carece de fontes?]
“Muita gente não acredita, porque não está nos livros. Eu mesmo nem comento que cheguei aqui em 1958, porque não tenho documento provando. Muitos daquele tempo, e lá da Amaury, sentem isso. Estavam lá, viram e viveram tudo, mas é a palavra deles, sem comprovação. Quando as águas vieram, as pessoas corriam primeiro para salvar seus documentos, para adiante provar que existiam.” Relato de Pedro Venzi, pescador.[carece de fontes?]
“Ficamos na Vila Amaury até a água chegar, até eles passarem avisando que era pra sair todo mundo, que a água ia cobrir toda a cidade. Eu não me lembro muito desse dia quando a gente saiu da Vila Amaury. Eu era criança e não me lembro muito. Mas via meu pai contando que o povo não acreditava que a água ia chegar. Sei que nós saímos logo e meu pai fez um barraco na Vila Planalto...” Relato de Maria de Lurdes Batista dos Santos, costureira.[carece de fontes?]
“Quando começou a subir o Lago, muitos tiraram suas coisas. A Novacap ofereceu lotes em Taguatinga. Outros insistiram em ficar, falando que o lago não ia chegar. [...] Ele foi enchendo aos poucos, não foi da noite para o dia. O pessoal viu chegando aos poucos, todo mundo sabia que ali seria um lago... Muitos, inclusive, trabalhavam nas obras do próprio lago. Ele não pegou ninguém de surpresa. Houve vários avisos para o pessoal sair” Relato de Luiz Rufino Freitas.[carece de fontes?]
Os relatos dos ex-moradores da Vila, fontes orais de sua história, são, por vezes, paradoxais e expressam a dimensão subjetiva da memória e desse tipo de depoimento. Alguns afirmam que era sabido por todos, principalmente por aqueles moradores que trabalhavam nas obras da barragem, que a região seria inundada, mas também {é relatada} a surpresa em relação à velocidade com que as águas tomavam a Vila. Muitos ex-moradores afirmam não terem tido tempo para salvar muitos bens. A fala do pescador Pedro Venzi indica a tensão entre a oficialidade e a não oficialidade, constitutivas da história dessa e de outras vilas do período, ao afirmar sua preocupação em salvar documentos para que conseguissem se restabelecer em outros lugares.[carece de fontes?]
Diferentemente desses moradores, a Vila Amaury não havia deixado muitos indícios materiais de sua existência, apoiada nos relatos orais e na memória daqueles que a conheceram. Recentemente, o investimento de novas tecnologias de georreferenciamento na região do lago assinala a possibilidade de recuperar as ruínas da Vila, processo que começou a ser realizado por mergulhadores que as têm fotografado.[carece de fontes?]

### Naufrágio
No dia 22 de maio de 2011, um barco com pouco mais de cem pessoas naufragou no Lago Paranoá. O acidente aconteceu por volta das vinte horas e trinta minutos, durante um evento que estava sendo realizado. A embarcação tinha licença para operar com noventa passageiros e dois tripulantes, mas o Corpo de Bombeiros diz que pelo menos 104 pessoas estavam a bordo. Porém não se tem certeza da quantidade exata no número de pessoas presentes no barco.
A embarcação ficou inclinada e a 17 metros de profundidade. Foi confirmado que pelo menos oito pessoas perderam a vida na tragédia.

## Fauna
Uma das aves mais comuns do lago é o biguá. São também encontradas garças, águias-pescadoras, matracas, ananaís e marrecas-irerê. Entre mamíferos há a presença de lontras, capivaras, cuícas-d'água, ratos-d’água, micos-estrela, gambás-de-orelha-branca e ratos-do-campo.[carece de fontes?]
Há também o jacaretinga, uma espécie nativa do lago que prefere as águas mais rasas e com mais vegetação e que não costuma atacar humanos.[carece de fontes?]

### Pesca
Desde o ano 2000, a pesca é permitida e incentivada no lago após sua despoluição, onde são extraídas em sua maioria tilápias, espécie não nativa, assim como o tucunaré e a carpa, esta última introduzida especialmente como limpeza contra as algas. As espécies nativas são cará, lambari e traíra.[carece de fontes?]

## Navegação e desporto
O Distrito Federal possui mais de 50 000 embarcações registradas, sendo a quarta maior frota náutica do país. Entretanto, não há, em toda a orla do lago, qualquer píer ou marina públicos.[carece de fontes?]
São praticados no lago vários esportes náuticos como canoagem, remo, iatismo, esqui aquático e até mergulho. Ali é realizada, desde 1994, a Regata JK, disputa com mais de duzentas embarcações.